# Aganope dinghuensis
Aganope dinghuensis là một loài thực vật có hoa trong họ Đậu. Loài này được (P.Y. Chen) T.C. Chen & Pedley mô tả khoa học đầu tiên năm 2010.